# Тъпчилещово
Тъпчилещово е село в Североизточна България. То се намира в община Омуртаг, област Търговище. Турското име на селото, запазено до 1934 г., е Безирганкьой (Bezirgankoy).

## География
Намира се на 5 км източно от град Омуртаг. Заобиколено е с широколистни и иглолистни гори, през селото преминава река Врана, която се влива в Камчия.

## История
До Oсвобождението е било изцяло турско село. В началото на 20 век се преселват заселници българи от Kюстендилско. След убийство на млад българин избухват етнически сблъсъци, при които местните турци са избити и прогонени. Този млад българин изнасилва млада туркиня. Братът на туркинята като отмъщение убива изнасилвача. След този случай българите започват да отмъщават на турците. Самият убиец турчин избягва от ръцете на властта. След бягството няколко дена се крие в с. Чернооково (Преславско) при свои роднини. После по течението на реката бяга в Турция. Установява се в Европейска Турция в село близо до гр. Къркларели (Лозенград). Сега селото е с българско население. В селото по-голямата част са цигани. От българите са останали само няколко възрастни семейства.

## Религии
Жителите на селото са православни християни.

## Редовни събития
Съборът на селото е на Голяма Богородица (28 август).